# No. 5, 1948
No. 5, 1948 is een schilderij gemaakt door Jackson Pollock, een vertegenwoordiger van het abstract expressionisme.
Het schilderij is gemaakt op een houtvezelplaat met behulp van vloeibare verf en met behulp van een druipende techniek. Grijze, bruine, witte en gele verf lijken als een soort regenpatroon op het doek te zijn gevallen. In 1949 werd het schilderij gekocht door Alfonso A. Ossorio, ook een abstract expressionistische kunstenaar, voor 1.500 dollar. Het schilderij raakte tijdens het vervoer beschadigd waarop Pollock uiteindelijk besloot om het schilderij bijna compleet opnieuw te schilderen. Hoewel het verschil met het origineel zichtbaar was, vond Ossorio het juist een verbetering.
In 2006 kwam het schilderij in het nieuws als schilderij dat op dat moment als duurste ooit werd verkocht. Volgens nieuwsberichten zou het schilderij voor 140 miljoen dollar van eigenaar (filmproducent David Geffen) zijn verwisseld. Het doek zou zijn aangekocht door de Mexicaanse zakenman David Martinez, deze heeft echter ontkent de nieuwe eigenaar van het schilderij te zijn.

## Populaire referenties
- In de tekst van het nummer Going Down van de band The Stone Roses wordt verwezen naar dit schilderij van Pollock.
- Het schilderij komt voor in een scene van de film Ex Machina uit 2015 en speelt daarin een centrale rol.